# Българите в Австрия
Българите в Австрия (на немски: Die Bulgaren in Österreich) е списание за българите в Австрия, издавано от 2006 година. Негов издател е Културно сдружение „Българите в Австрия“ с главен редактор Елица Караенева Деврня.
През първите 2 години от съществуването си то успява да привлече над 1000 абонати – главно българи, живеещи в Австрия.
Целта му е да осведомява българската общност, а също така и немскоговорещата публика, проявяваща интерес към България и българите, за предстоящи и отминали събития, интересни личности, законови положения в Австрия и др.
Отпечатва се 6 пъти годишно и е с тираж 5000 броя.
Списанието дава възможност за публикуване на авторски материали, мнения и дискусии по актуални обществено значими теми. Списанието се разпространява безплатно.

## Основни рубрики
Основните рубрики на списанието са:
1. законови промени, които касаят българските граждани
2. културни и други мероприятия, организирани от българи или с българско участие
3. църковни празници и събития
4. непознатата България (кътчета на страната, за чието съществуване не подозираме или представени от различна перспектива)
5. интервюта с българи, намерили своето признание и реализация в Австрия